# Handkäse

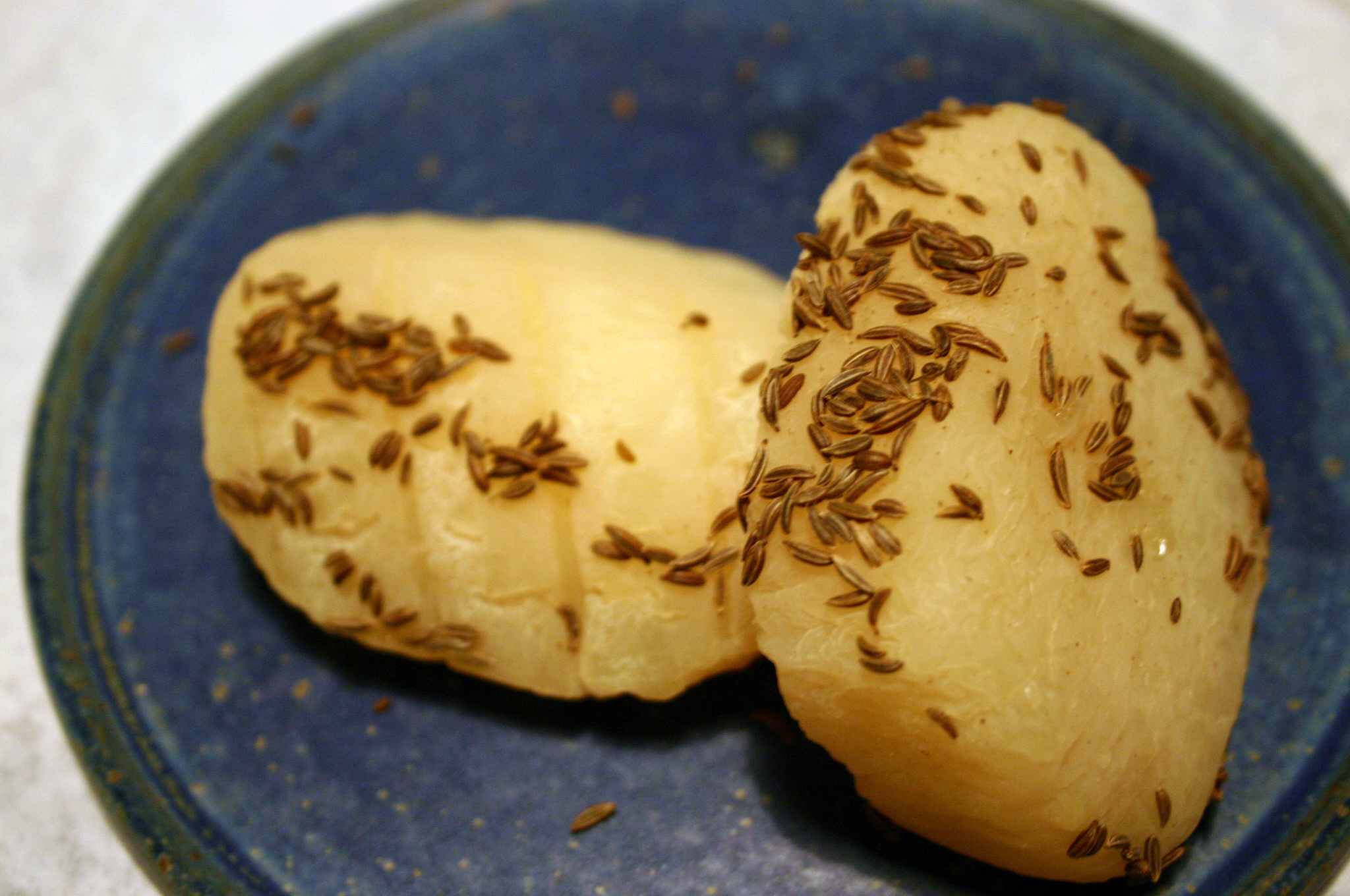
"Zwei mit": dos pedazos de Handkäse con alcaravea.

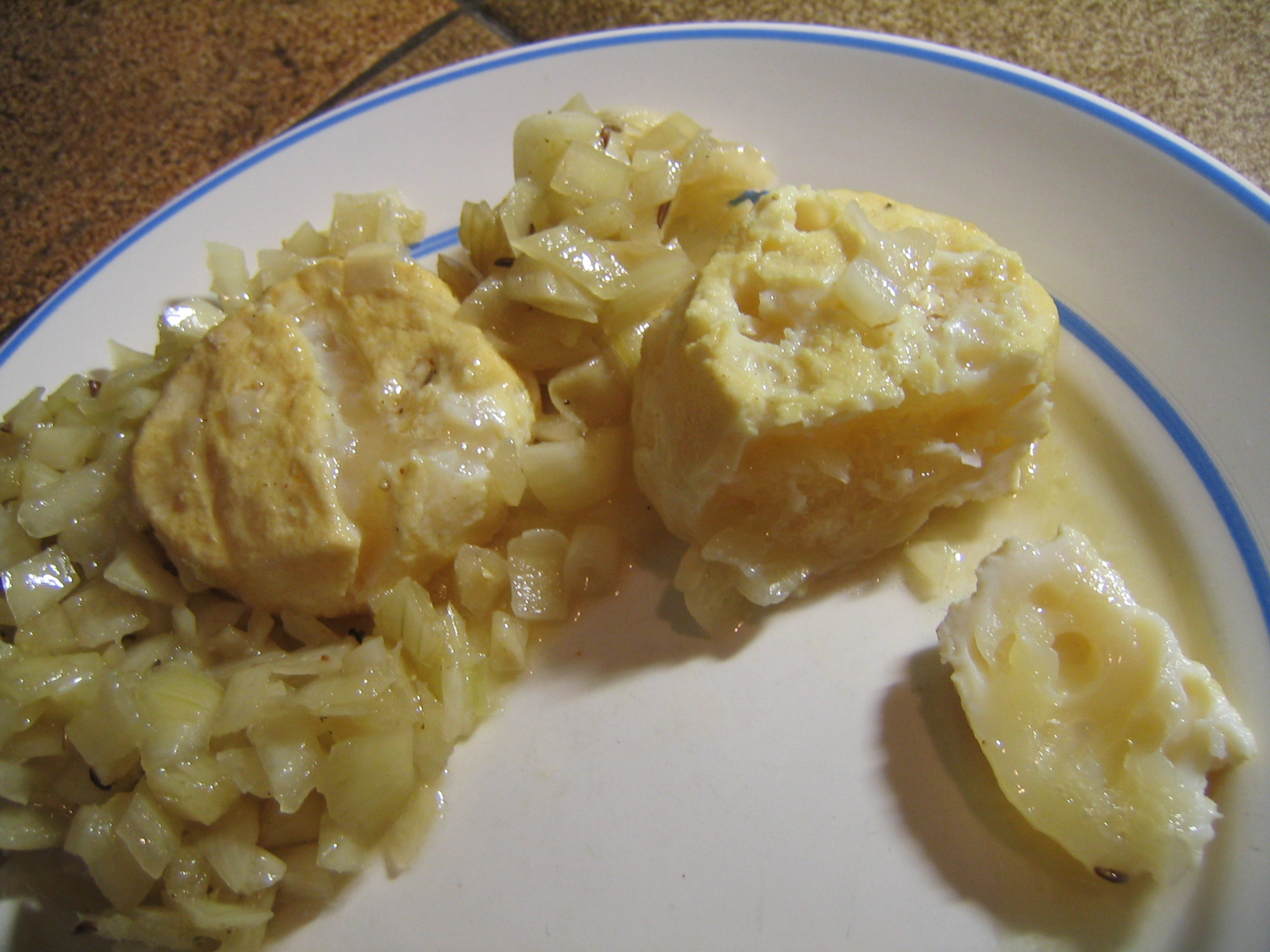
Plato "Dorscher Handkäs mit Musik": en el que puede verse un Handkäse, recién sacado de una marinada con cebollas.

El Handkäse es una especialidad de queso típica de la cocina alemana de Hesse, el nombre de este queso significa en alemán 'queso de mano' debido a la operación final de elaboración cuando se le proporciona una forma con las manos. Suele servirse como tapa o acompañamiento en las sidrerías alemanas de la ciudad de Fráncfort del Meno y la vinogastronomía de Maguncia. 
En 2006, la Landesvereinigung für Milch und Milcherzeugnisse Hessen e.V. solicitó la inclusión de la denominación "Hessischer Handkäse" "Hessischer Handkäs" en la lista de productos con indicación geográfica protegida (IGP) de la Unión Europea. Tras la publicación de la solicitud en el Diario Oficial de la Unión Europea y la concesión de la autorización, a partir del 23 de septiembre de 2010, un queso de leche agria sólo podrá ser designado como "Hessischer Handkäse" si ha sido producido y envasado en Hessen. La cuajada de leche agria procesada durante la producción no tiene por qué proceder de Hesse.

## Servir
Este queso de mano se suele servir con cebolla, aceite y vinagre y típicamente alcaravea, acompañado de Äppelwoi (una especie de sidra denominada así según el dialecto de Frankfurt), en este caso se le denomina Handkäs con música (Handkäs mit Musik). Es habitual pedirlo como aperitivo antes de servir un plato principal.